# Оленный камень

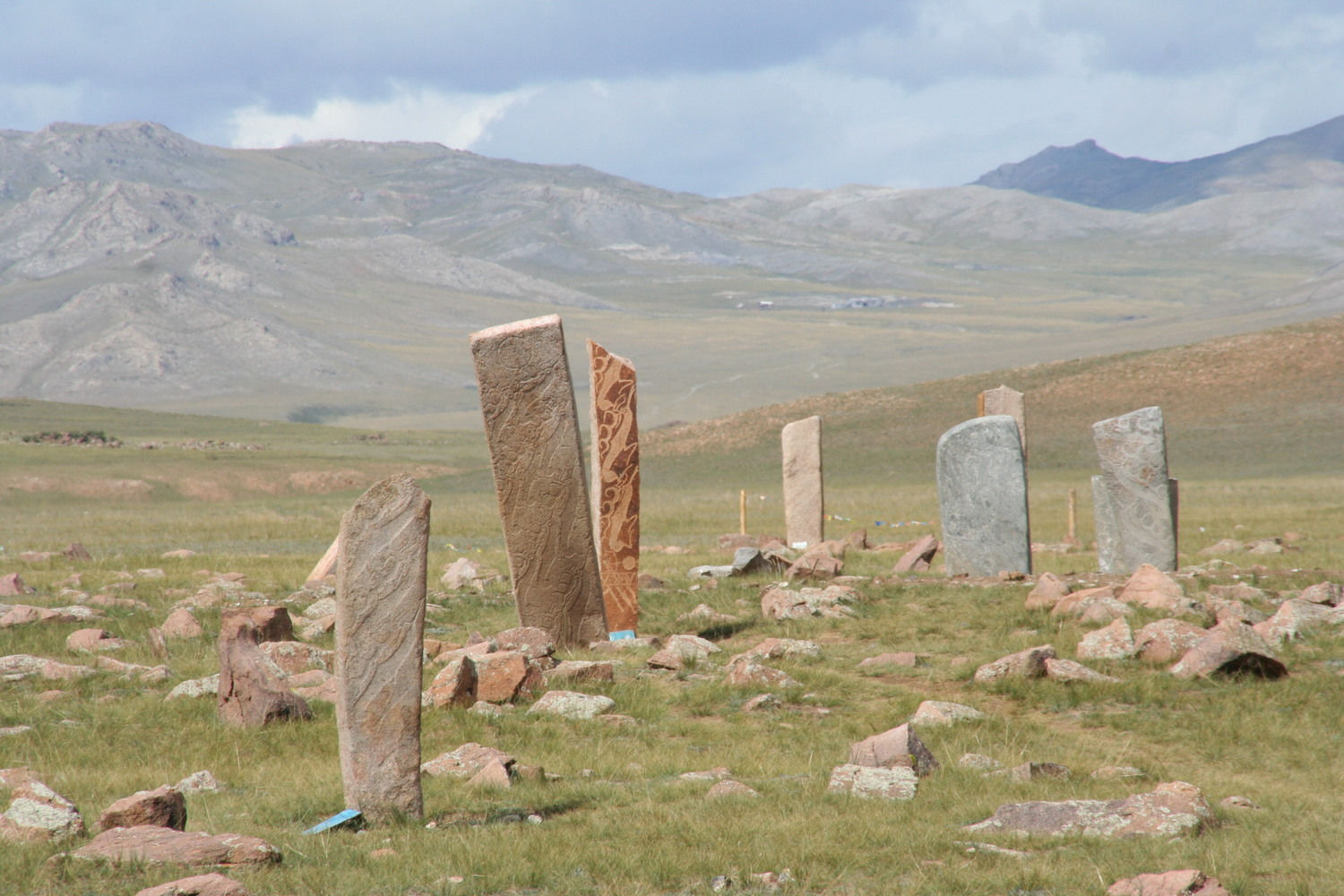
Оленные камни в Монголии

Оленный камень — характерный для степной части Центральной Азии (Алтай, Тыва, Забайкалье, Монголия, степные районы на севере Китая) артефакт позднего бронзового и начала железного века (конец II — начало I тыс. до н. э.). Представляет собой массивную отёсанную каменную плиту (мегалит), на которой изображены акинак или иное оружие, реже олень (откуда и произошло название). Рисунок выбит на поверхности или нанесён охрой.

## Описание
Внимание научной общественности к оленным камням привлёк в XIX веке Николай Ядринцев, а сам термин ввёл в употребление Алексей Позднеев (1851—1920). В середине 1980-х годов археолог Юлий Худяков выявил на территории Монголии и Забайкалья сопряженность оленных камней с херексурами, на основании чего предложил их объединить в рамках одной культуры, назвав её «культурой херексуров и оленных камней».
Оленные камни имеют трёхчастную антропоморфную структуру. Алексей Окладников выделяет три основные группы оленных камней: круглые (цилиндрические), прямоугольные и широкие плиты, иногда с кососрезанной вершиной. Николай Диков по стилистическим особенностям изображений оленей выделяет два типа — стелы с реалистическими изображениями и с силуэтными фигурами оленей с клювообразными мордами.
Оленные камни делятся на три типа по их ареалу: монголо-забайкальские, саяно-алтайские (с «реалистичными» изображениями оленей) и общеевразийские (без изображений животных). Монголо-забайкальский тип распространен в Забайкалье, Центральной и Восточной Монголии. На оленных камнях этого типа изображены орнаментально стилизованные «летящие» фигуры оленей с клювообразными мордами, на многих также изображены мелкие фигурки других животных в реалистичной форме.
В Забайкалье оленные камни зачастую связаны с памятниками культуры плиточных могил. Камни устанавливались в оградки плиточных могил, а также на местах культовых торжеств, жертвоприношений. Возле плиточных могил оленные камни обычно ориентированы лицевой гранью на восток.
На камнях чаще всего можно встретить изображения оленей, лошадей, солярных знаков, предметов вооружения, тамгообразных знаков, пояса с орнаментами, различные геометрические фигуры и т. д. Олени изображаются в традициях раннего железного века — с ветвистыми, большими, закинутыми назад рогами.
Кроме стилизованных оленей, встречаются фигуры лошадей, кабанов, козлов, собак, пантер, других животных, иногда птиц. Стелы в основном четырёхгранные со скошенным верхом. Встречаются и иные формы камней — плоские, округлые, многогранные в сечении и т. д. Как правило, узкие грани образуют лицевую и тыльную стороны, основной декор в виде стилизованных оленей располагается на широких плоскостях.
Получил свое название от тюркского «сыынташ» — оленный камень, или монгольского «буган-хɵшɵɵ» — «олень-стела», или «буган-чулуу» — «олень-камень». В основу термина положен визуальный принцип — изображения «летящих» оленей, которые опоясывают каменные стелы, «перетекая» с грани на грань, разворачиваясь по спирали вверх.

## Известные образцы
- Чуйский оленный камень — часть алтайского святилища Адыр-Кан, расположен на 728-м километре Чуйского тракта.
- Алтан-Сэргэ — «Золотая коновязь» в Гусиноозёрском дацане.
- Иволгинский оленный камень — обнаружен в середине XIX века Д. П. Давыдовым недалеко от Верхнеудинска на реке Иволга.
- Из урочища Ушкийн-Увэр в Монголии — интересен изображением человеческого лица.